# C-733
La C-733 es una carretera situada en la isla de balear de Ibiza (España). Une la capital de la isla con la localidad de Portinatx, en el extremo septentrional de Ibiza, atravesando parte del término municipal de Santa Eulalia del Río. Tiene una longitud total de 28 kilómetros y traviesa los núcleos de Can Ramon, Ca na Negreta, Sant Llorenç de Balàfia y San Antonio Abad

## Nomenclatura
El identificador de la carretera es C-733. Su nombre está formado por: C, que indica que es una carretera comarcal de nivel estatal, aunque actualmente sea una competencia autonómica, y por el número 733. La primera cifra indica que pertenece al archipiélago balear, la segunda informa de la isla a la cual pertenece y la tercera indica si es transversal o radial.

## Conexiones
| Carretera con la que enlaza | Término municipal     |
| --------------------------- | --------------------- |
| PM-801                      | Ibiza                 |
| E-10                        | Ibiza                 |
| E-20                        | Ibiza                 |
| PM-V-810-1                  | Ibiza                 |
| PM-804                      | Ibiza                 |
| PM-810                      | Santa Eulalia del Río |
| PMV-810-2                   | Santa Eulalia del Río |
| PM-811                      | San Juan Bautista     |